# Seznam nosilcev spominskega znaka Kanal
Seznam nosilcev spominskega znaka Kanal.

## Seznam
(datum podelitve - ime)
- 24. februar 1998 - Aleš Adamič - Roman Andoljšek - Janko Antolin - Anton Anzeljc - Alojz Arko - Roman Arko - Stanko Bajt - Vinko Bambič - Andrej Bartol - Bojan Bartol - Tomaž Batinič - Emil Bauer - Branko Begič - Leon Behin - Robert Berdavs - Vincencij Beznik - Marjan Blatnik - Franc Bobek - Gorazd Bogdan - Boris Božič - Aleš Bracović Strmec - Danijel Bradač - Dušan Bradač - Silvo Bradač - Marko Brčan - Roman Brelih - Slavko Brezovnik - Avgust Brinovec - Bojan Briški - Stojan Briški - Drago Buček - Milan Burja - Alojz Car - Alojzij Car - Milan Ceglar - Tomaž Cerk - Branko Cigoj - Denis Čaleta - Andrej Čampa - Bojan Čampa - Boris Čepon - Marino Česen - Štefan Čuka - Matjaž Čulk - Radivoj David - Stanislav Debeljak - Zvonko Debeljak - Janez Dejak - Sandi Delač - Feliks Detela - Jože Dežman - Franci Dolenc - Boško Soneski - Boris Drame - Avgust Dreisiebner - Josip Domunkoš - Jože Dundović - Ismet Duratović - Matej Dvorščak - Ludvik Faflek - Anton Ficko - Vladimir Ficko - Tomaž Figar - janez Francelj - Darko Glavan - Janez Glavič - Marko Golob - Zdravko Gorjup - Dušan Gorše - Rudolf Gregorič - Robert Grilc - Aleš Grudnik - Branko Heindler - Bojan Hočevar - Rafael Hočevar - Andrej Hribar - Drago Hribar - Vojan Hribar - Anton Ivančič - Anton Jalovec - Branko Janeš - Velimir Janeš - Martin Jazbec - Metod Jerman - Borut Jesenšek - Anton Ješelnik - Franc Jurjevič - Janez Jurkovič - Renato Južnič - Martin Kandžič - Milan Kangler - Vinko Kastelic - Igor Kavčič - Rajko Kavšček - Štefan Kelenc - Bojan Kerec - Miran Kern - Janko Kerneža - Miran Klarič - Andrej Klemenc - Jože Klemenčič - Franc Klemenčič - Jože Klobasa - Janko Knavs - Boštjan Kojek - Anton Kolar - Tomaž Andrej Kolar - Branko Koleto - Darko Kolmanič - Stanislav Komočar - Janez Končar - Miran Konte - Bojan Kopač - Dušan Kordiš - Franc Kordiš - Rudolf Kordiš - Franc Kosmač - Marko Košak - Alojz Košević - Janez Košir - Marija Košir - Miroslav Košmerl - Miran Košmrlj - Drago Kovač - Matjaž Kovač - Stanko Kovač - Miran Kovaček - Peter Koželj - Franc Krajec - Janez Krampač - Damjan Krašovec - Franci Kregar - Miran Krištof - Joško Krulič - Andrej Kutnar - Miroslav Kuzma - Anton Lavrič - Drago Lavrič - Jože Lavrič - Janko Leben - David Leitinger - Aleš Lesar - Jože Lesar - Stanko Leščanec - Mitja Letig - Stanislav Letonja - Dušan Levstek - Dušan Ličina - Albin Likar - Goran Likar - Mitja Majerle - Janez Makovec - Stanko Malnar - Damijan Marič - Sašo Marinč - Darko Marinčič - Igor Marinčič - Tomaž Markovič - Franci Mehle - Mirko Merhar - Roman Merhar - Vinko Merhar - Davorin Meznarič - Damir Mihelčič - Igor Mihelčić - Leon Mihelič - Vilma Mikluž - Albin Mikulič - Boris Mikuš - Njegoslav Miloš Milović - Miran Mlakar - Silvo Možek - Stanko Mrhar - Marko Muhič - Franc Naglič - Milan Glavina - Anton Novak - Janez Novak - Nande Novak - Aleš Oblak - Branko Obranovič - Slavko Ofak - Nikola Orlović - Damijan Osolnik - Branko Osterc - Miran Osterman - Janez Otrin - Aleksander Pahulje - Anton Pajk - Gregor Panjan - Franc Pantar - Igor Parežnik - Željko Pavlica - Robert Pavlin - Rajko Petek - Stanislav Petek - Robert Petrač - Franci Petraš - Roman Pevec - Jože Plestenjak - Tomaž Plestenjak - Bojan Pohar - Ivan Poje - Marko Poje - Sandi Polovič - Vojko Pongračič - Janez Portir - Stanislav Potisek - Boris Potočnik - Borut Potočnik - Emil Pozvek - Aleksander Praprotnik - Darko Prašiček - Matjaž Prelesnik - Janez Premrl - Nurija Prošić - Jože Pugelj - Milan Puh - Aleš Radelj - Nenad Rajšel - Milan Reich - Marko Rode - Janez Rojec - Janez Rotar - Franc Rožman - Bogdan Rus - Jože Rus - Rudolf Rus - Ciril Samsa - Filip Samsa - Marjan Samsa - Milan Selšek - Milenko Spasič - Vladimir Staniša - Primož Strle - Branko Šalamun - Dušan Šalika - Damjan Šega - Janko Šega - Janko Šega - Vladimir Šega - Boris Šercer - Milan Šercer - Janez Šibanc - Henrik Škufca - Zoran Škulj - Alojz Šlemer - Joško Šneberger - Emil Šolaja - Milan Špiletič - Marko Štampfel - Bojan Štefančič - Živko Štimac - Peter Šum - Ljubo Tomažič - Milan Tomc - Gorazd Tomić - Gorazd Toplak - Drago Toporiš - Tomaž Trobentar - Marjan Trope - Srečko Trope - Darko Turk - Ivan Turk - Roman Valentan - Radomir Valentič - Janez Varl - Bojan Vašl - Mitja Vehovec - Drago Vereš - Zdravko Vesel - Jože Veselič - Vesna Vičič - Jože Vidic - Roman Vidmar - Dušan Vinter - Domen Vivod - Slavko Vlah - Zvonko Vlah - Dejan Vnuk - Milan Vogrinčič - Rajko Vrhovec - Mojca Vučko - Boris Vukan - Rudi Zalar - Anton Zaletel - Jožef Zaletelj - Zvonko Zavodnik - Darko Zidanski - Anton Zidar - Dušan Zobec - Ivan Zoran - Cvetko Zorko - Matjaž Zupančič - Igor Zvoljenk - Ludvik Zvonar - Bojan Žagar - Damijan Žagar - Jože Žagar - Sašo Žagar - Zvonimir Žagar - Mihael Žavbi - Vinko Žitnik - Jože Župec

- 6. oktober 1999 - Iztok Adamič - Branko Andoljšek - Ciril Andoljšek - Marko Andoljšek - Janez Bartol - Jože Bartol - Milan Bavdek - Franc Bončina - Igor Briški - Franc Burger - Silvester Češarek - Dušan Čihal - Darko Čop - Roman Debevc - Marijan Dobršek - Milan Erjavec - Rude Fajdiga - Tone Fajdiga - Vincenc Farkaš - Marjan Grajš - Gorazd Hočevar - Dušan Jamnik - Andrej Javornik - Bojan Javornik - Dragomir Jolić - Andrej Jurjevič - Stanislav Klun - Drago Knavs - Ladislav Koprivec - Dušan Komac - Aleksander Kos - Ivan Košir - Marko Košir - Jernej Kovač - Milan Kovač - Sonja Kožar - Edvard Krapež - Rado Mihelič - Aleš Nose - Janez Oražem - Marko Pahulje - Andrj Pelc - Emil Perš - Igor Petrič - Stanislav Piberčnik - Pter Pogorelec - Stanislav Pohar - Darko Poje - Silvo Poje - Robert Potisk - Drago Premrl - Marjan Rački - Albert Slavič - Pavel Starc - Karel Špehar - Drago Špiletič - Jože Šporar - Gorazd Štricelj - Martin Tekavčič - Zvonko Velikonja - Darko Vidmar - Ivan Vidmar - Štefan Vlašič - Zoran Vlašič - Josip Vrh - Alojzij Zbašnik - Andrej Zgonc - Vincenc Zver

- 10. april 2001 - Roman Lunder

- 24. september 2004 - Bojan Ambrož - Janez Benčina - Stanislav Hvala - Roman Javorič - Jože Javornik - Gabrijel Janko Jazbec - Alojzij Jereb - Peter Jenko - Roman Mavsar - Igor Ograjšek - Andrej Pintar - Cvetko Štrukelj - Robert Tunja